# Sosos z Pergamonu

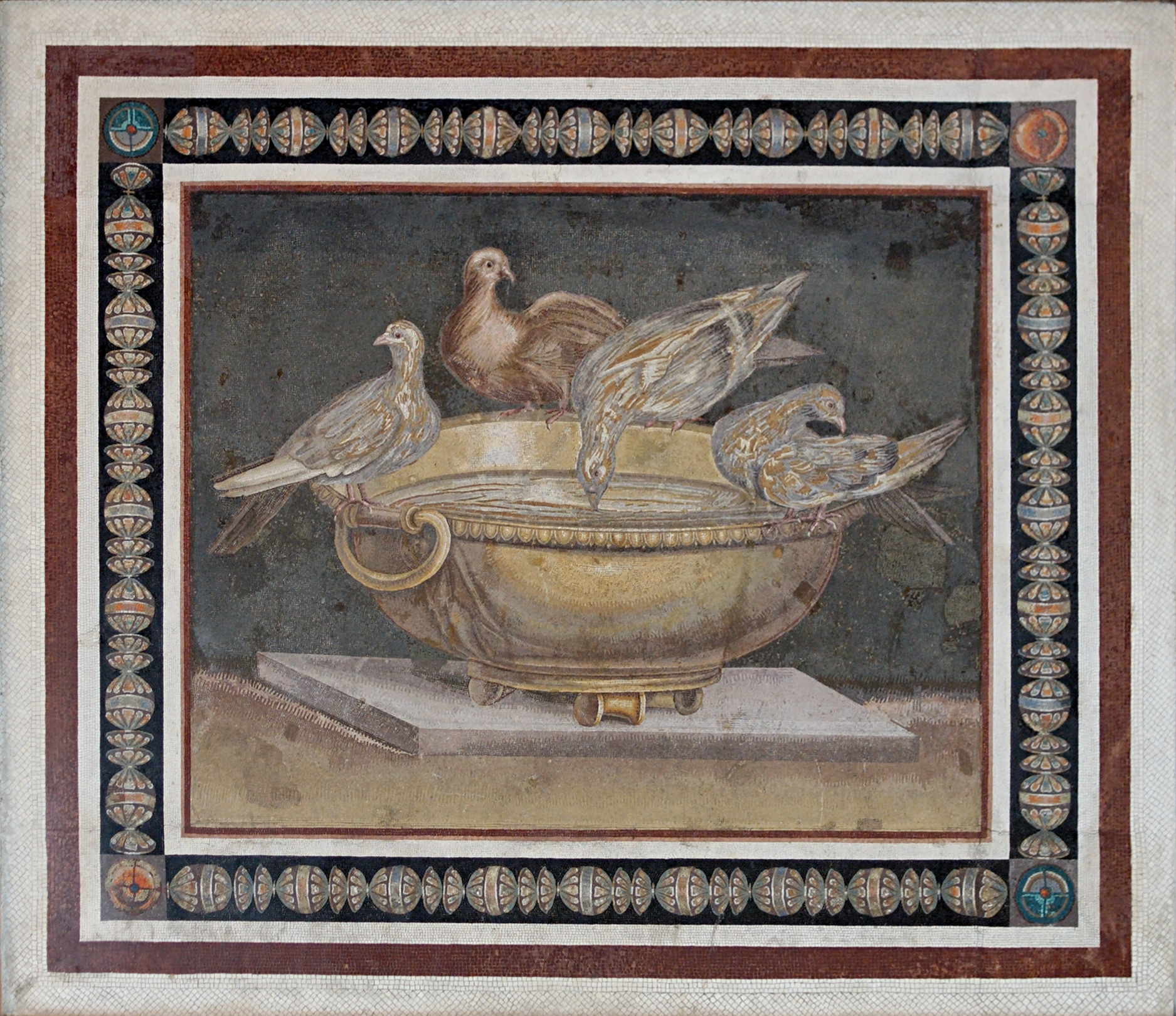
Rzymska kopia mozaiki "Gołębie pijące wodę ze złotego naczynia" z Willi Hadriana

Sosos z Pergamonu (II wiek p.n.e.) - artysta epoki hellenistycznej rodem z Pergamonu,  twórca mozaik. 
Znany jest szczególnie z dwóch swoich dzieł, które wywarły duży wpływ na rzymską sztukę zdobniczą. 
Pierwsza z nich jest mozaiką, którą ozdobił podłogę pałacu w Pergamonie, przedstawiającą resztki potraw rozrzucone na podłodze przez siedmiu biesiadników. Takie przedstawienie było zgodne ze zwyczajami greckimi, nakazującymi pozostawienie resztek uczty do następnego dnia, aby dusze zmarłych mogły się posilić. Reminiscencją tej mozaiki są liczne malowidła pompejańskie oraz mozaika "Nie zamieciony pokój" w Muzeum Archeologicznym w Akwilei i "Niezamieciona podłoga" w Muzeach Watykańskich.
Drugim dziełem jest mozaika "Gołębie pijące wodę ze złotego naczynia". Uważa się, że jej kopią jest mozaika znaleziona w 1737 w Willi Hadriana w Tivoli oraz inna, odkryta w Pompejach.